# Matei Vișniec

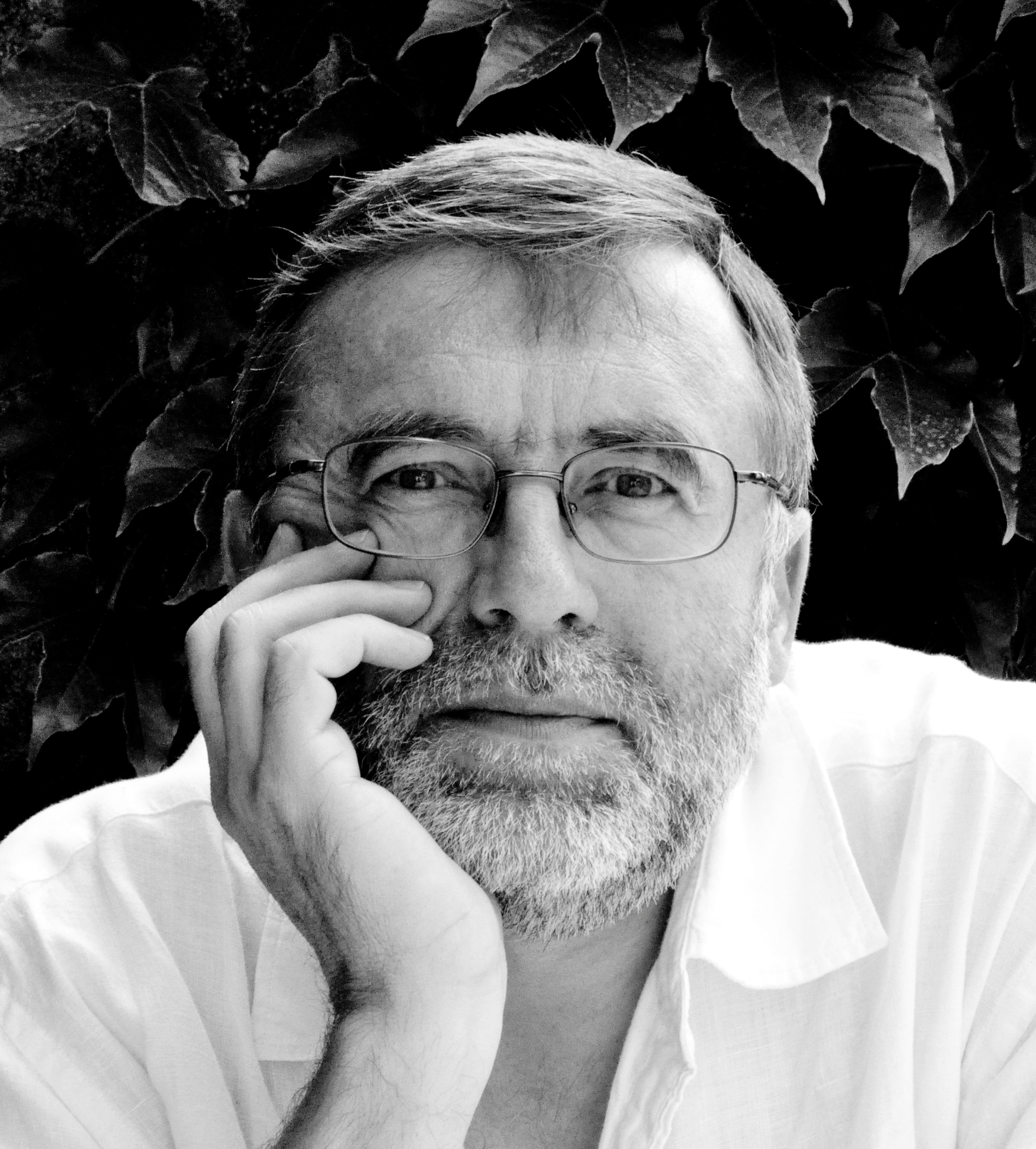
Matei Vișniec (2010)

Matei Vișniec (* 29. Januar 1956 in Rădăuți, Rumänien) ist ein rumänisch-französischer Autor und Journalist.

## Leben
Matei Vișniec wurde 1956 als Sohn eines Buchhalters und einer Lehrerin in Rădăuți geboren. Von 1976 bis 1980 studierte er Geschichte und Philosophie an der Universität Bukarest, danach arbeitete er als Geschichtslehrer. 1977 begann er Lyrik und Theaterstücke zu schreiben. Während eines Aufenthaltes in Frankreich beantragte er 1987 politisches Asyl. Von 1988 bis 1989 war Vișniec in London als Rundfunkredakteur der BBC tätig. Danach ließ er sich in Paris nieder und schrieb an der École des Hautes Études en Sciences Sociales seine Dissertation über kulturellen Widerstand gegen die kommunistischen Regime Osteuropas. 1993 erhielt er die französische Staatsbürgerschaft. Neben seinem literarischen Schaffen arbeitet Vișniec für den französischen Auslandsrundfunk RFI.

## Literarisches Schaffen
1972 debütierte Matei Vișniec auf nationaler Ebene mit Gedichten in der Literaturzeitschrift Luceafărul. Zwischen 1980 und 1987 veröffentlichte er drei Lyrikbände und war Mitbegründer des Literaturzirkel am Montag (Cenaclului de Luni). 1984 wurde er Mitglied des rumänischen Schriftstellerverbandes USR (Uniunea Scriitorilor din România). Für seinen dritten Lyrikband Înţeleptul la ora de ceai erhielt er 1985 den Preis der USR. Seine zwischen 1977 und 1987 geschriebenen Stücke und Drehbücher hingegen wurden von den Kulturbehörden der Sozialistischen Republik Rumänien nicht zur Aufführung oder Veröffentlichung zugelassen. In seinem Schaffen grenzte sich Vișniec klar vom Sozialistischen Realismus ab und wandte sich, beeinflusst vom Surrealismus, Dadaismus, absurden Theater und Magischen Realismus, der Postmoderne zu. Seit seiner Übersiedlung nach Frankreich schreibt Vișniec überwiegend in französischer Sprache. Seine oftmals tragikomischen Stücke wurden bislang in mehr als 30 Sprachen übersetzt, regelmäßig bei internationalen Festivals aufgeführt und erhielten zahlreiche Preise. In Rumänien zählt er seit dem politischen Umsturz von 1989 zu den meistgespielten Bühnenautoren. 1996 organisierte das Nationaltheater und Opernhaus Timișoara ein Matei Vișniec Festival. Im deutschsprachigen Raum wurde Vișniec 2002 mit dem Stück Die Geschichte des Kommunismus nacherzählt für Geisteskranke bekannt. Für sein literarisches Schaffen erhielt er 2014 die Ehrendoktorwürde der Ovidius Universität, Constanța.

## Werke (Auswahl)
Lyrik:
- La noapte va ninge (Diese Nacht wird es schneien), 1980
- Oraşul cu un singur locuitor, 1982
- Înţeleptul la ora de ceai, 1984
- La ville d'un seul habitant, 2010
- A table avec Marx, 2013

Drama:
- Angajare de clovn, 1986
- The Pit (Die Grube), 1989
- Spectatorul condamnat la moarte (Todesurteil für den Zuschauer), 1991
- Buzunarul cu pîine (Die Taschen voll Brot), 1993
- L’histoire des ours pandas racontée par un saxophoniste qui a une petite amie à Francfort (Die Geschichte von den Pandabären), 1994
- Paparazzi ou La chronique d'un lever de soleil avorté (Paparazzi), 1995
- Du sexe de la femme comme champ de bataille dans la guerre en Bosnie (Vom Geschlecht der Frau als Schlachtfeld), 1996
- L'histoire du communisme racontée pour les malades mentaux (Die Geschichte des Kommunismus nacherzählt für Geisteskranke), 2000
- Le mot progrès dans la bouche de ma mère sonnait terriblement faux (Aus dem Mund meiner Mutter klang das Wort Fortschritt entsetzlich falsch), 2004
- La vieille dame qui fabrique 37 cocktails molotov par jour (Die alte Dame, die täglich 37 Molotowcocktails macht), 2009

Prosa:
- Cafeneaua Pas-Parol, 1992
- Sindromul de panică în orașul Luminilor, 2009
- Domnul K Eliberat, 2010

## Auszeichnungen (Auswahl)
1985 – Lyrikpreis des rumänischen Schriftstellerverbandes für Înţeleptul la ora de ceai

1991 – Preis der Romänischen Theatergesellschaft für Angajare de clovn

1991 – Preis der Jury des Festivals Les Journées d'Auteurs für Caii la fereastră

1994 – Preis des französischen Autoren- und Komponistenverbands (SACD) für L’histoire des ours pandas …

1995, 1996, 2008 und 2009 – Prix du Club de la presse Avignon Off

1998 – Dramapreis der Academia Română

1999, 2002 und 2007 – Dramapreis des rumänischen Schriftstellerverbands

2002 – Nationalpreis für Dramatik des rumänischen Kulturministeriums

2009 – Prix Européen der SACD

2014 – Dr. h. c. der Universität Ovidius Constanța